# Monogástrico
Monogástricos (mono significando um; gástrico significando digestão) são os animais não ruminantes que apresentam um estômago simples, com uma capacidade de armazenamento pequena. Existem animais não ruminantes, como os cavalos e coelhos que possuem o ceco funcional, contendo microorganismos capazes de digerir alta porcentagem de fibra (celulose e hemicelulose). 
As principais espécies de monogástricos são: o humano, aves, suínos, cães, gatos, coelhos, equinos etc.
Os ruminantes (latim científico: Ruminantia) são uma subordem de mamíferos artiodátilos, que inclui os veados, girafas, bovídeos e por vezes incluídos até mesmo os camelos, caracterizados pela presença de um estômago complexo, com quatro câmaras (rúmen, retículo, abomaso e omaso), adaptado à ruminação. 